# Miguel Pinto
Miguel Ángel Pinto Jérez (Santiago del Cile, 4 luglio 1983) è un calciatore cileno, di ruolo portiere del Coquimbo Unido.
È ritenuto uno dei migliori portieri del continente sudamericano.

## Biografia
Ha un fratello gemello di nome Juan Francisco.

## Carriera

### Club
Dopo aver giocato nel settore giovanile dell'Universidad de Chile, ha debuttato in prima squadra nel 2002 nella partita contro il Colo-Colo, sfruttando il fatto che il portiere titolare Sergio Vargas, era infortunato e la prima riserva, Johnny Herrera, era stato espulso in quella partita: l'incontro termina con una vittoria per la squadra del giovane portiere che mantiene la sua porta inviolata.
Nella stagione 2004 è il portiere titolare della seconda squadra, mentre dal 2005 diventa il dodicesimo di Johnny Herrera. Alla cessione di quest'ultimo al Corinthians, diventa il portiere titolare. Nel 2007 è stato nominato miglior giocatore dell'Universidad de Chile.
Dopo una buona stagione 2008, la squadra si qualifica per il turno preliminare della Copa Libertadores 2009, che porterebbe alla prima partecipazione di Pinto a livello di competizioni internazionali per club. Esordisce quindi nella massima competizione sudamericana per club contro il Pachuca, che viene battuto dopo una doppia sfida (vittoria per 1-0 il 28 gennaio 2009 all'andata e sconfitta per 2-1 il 4 febbraio al ritorno).
La sua migliore partita nel prosieguo del torneo è quella del 25 febbraio contro il Grêmio a Porto Alegre nella fase a gironi, dove subisce venticinque tiri da parte degli avversari che neutralizza mantenendo il risultato sullo 0-0 finale. Conclude la sua esperienza nella competizione dopo 10 presenze con 11 reti subite. Le sue prestazioni hanno fatto poi interessare i Messicani del Cruz Azul pronti ad offrire per lui 1,2 milioni di dollari.
Con l'Universidad de Chile ha vinto il torneo di apertura 2009.

### Nazionale
Nel 2003 rappresenta la Nazionale di calcio cilena al Campionato sudamericano di calcio Under-20.
Nel 2006 esordisce in Nazionale maggiore, giocando contro Costa d'Avorio e Irlanda. Nel 2007 era stato selezionato come terzo portiere per la Copa América in Venezuela, ma, non d'accordo con la decisione del CT Nelson Acosta, rifiutò la convocazione.
Con l'arrivo dell'argentino Marcelo Bielsa sulla panchina della selezione cilena, Pinto è stato convocato come riserva di Claudio Bravo.
Nel 2009 ha partecipato alla Kirin Cup, dove in 2 partite ha concesso 5 gol.

## Palmarès

### Club
- Campionato cileno: 2

Universidad de Chile: Apertura 2004, Apertura 2009

### Individuale
- Equipo Ideal de América: 1

2009
- Miglior portiere del campionato cileno: 1

2009
- Pallone d'oro del campionato cileno: 1

2009
- Miglior giocatore della Copa Sudamericana: 1

2009